# Melinae
Sous-famille
Les Melinae sont une sous-famille de mammifère carnivore de la famille des Mustélidés, qui comprend certains blaireaux. Cette sous-famille a été créée par Charles-Lucien Bonaparte en 1838.

## Liste des genres
Cette sous-famille des mustélidés comprend quatre genres de blaireaux :
- genre Arctonyx F. G. Cuvier, 1825 — Blaireau à gorge blanche
- genre Meles Boddaert, 1785 — Blaireaux